# Agoura Hills
Agoura Hills – miasto w Stanach Zjednoczonych, w stanie Kalifornia, w hrabstwie Los Angeles.

## Demografia
Według spisu ludności przeprowadzonego przez United States Census Bureau, w roku 2010 Agoura Hills miało 20 330 mieszkańców. W roku 2023 liczba mieszkańców spadła do 19 474 osób, a gęstość zaludnienia do 965,2 osoby/km².

## Położenie
Miejscowość leży na wysokości 281 m n.p.m. i zajmuje powierzchnię 20,176 km².